# Komendska Dobrava
Komendska Dobrava je naselje v Občini Komenda. 

## Zgodovina
V starih listinah se kraj omenja leta 1436 kot »Dobrava v šentpeterski fari«. (Komenda)